# Жижовићи
Жижовић  је врло ретко српско презиме. Старином су од Никшићке нахије у Црној Гори тј. из старе Херцеговине, херцеговачког су порекла. Славе Ђурђиц. Своју постојбину су напустили негде око 1800.
Жижовићи из Горњег Милановца потичу од два брата који су дошли у време Првог српског устанка у Рудничку нахију, када је презиме и настало, и један од њих отишао у село Горње Бранетиће а други у Леушиће. Друга грана отишла је у Босну.

## Знаменити Жижовићи
- Радован Жижовић, кмет села Леушићи; као сеоски кмет,  учествовао на Састанку у Такову
- Десимир Жижовић - Буин, творац стрипа о Мирку и Славку, Горњи Бранетићи код Горњег Милановца

Универзитетски професори:
- Проф. др. Малиша Жижовић, редовни професор на Техничком факултету, Чачак

Уметници, јавни радници и интелектуалци:
- Будимир Жижовић (р. 1949.), новинар, Пула, Хрватска
- Наташа Жижовић, песникиња, Београд
- Предраг Жижовић, преводилац

Спортисти:
- Младен Жижовић, фудбалер, Мостар